# България
Вижте пояснителната страница за други значения на България.
Репу̀блика Бълга̀рия е държава в Югоизточна Европа. Граничи на север с Румъния, на запад – със Сърбия и Република Северна Македония, на юг – с Гърция, на югоизток – с Турция и на изток – с Черно море. С площ почти 111 000 km² и население около 6 520 000 души (2021), тя е съответно на 11-о и 16-о място в Европейския съюз. София е столицата и най-големият град в страната, следвана от Пловдив, Варна, Бургас и Русе.
Най-ранните свидетелства за присъствие на хомо сапиенс по земите на днешна България датират от преди около 46 хиляди години, или епохата на палеолита. Към петото хилядолетие преди н.е. в североизточна България процъфтява култура, която създава най-ранните златни украшения в Европа. От античността до Тъмните векове по земите на днешна България се развиват културите на траките, древните гърци, келтите, готите и римляните. С пристигането на славяните през VI век, а век по-късно и на прабългарите, започва процесът на изграждане на българската държавност. През 681 година е основана Първата българска държава, която достига разцвета в развитието си в началото на X век и оказва голямо влияние на източноевропейските народи чрез книжовните си школи и литературата. Тя просъществува до 1018 г., когато попада под византийска власт. Отхвърля я с въстание през 1185 г. Втората българска държава достига върха в могъществото и териториалното си разширение през първата половина на XIII век и съществува между 1185 и 1396 г., когато е завладяна от разрастващата се Османска империя.
През 1878 г., след почти век на културно и икономическо възраждане, неуспешни въстания и дипломатически борби, България възстановява държавността си под формата на монархия и се освобождава от петвековното османско владичество с помощта на Руската империя в Руско-турската Освободителна война. Малко след това България започва да води редица войни със своите съседи и се съюзява с Германия по време на двете световни войни. На 15 септември 1946 г. монархията е заменена с народна република, от съветски тип и държавата се преименува на Народна република България, ръководена от Българската комунистическа партия. Социалистическият строй съществува до 1990 г., след което България поема по пътя на либералната демокрация и пазарната икономика. На 29 март 2004 г. страната се присъединява към НАТО, а на 1 януари 2007 г. – към Европейския съюз.
В икономически аспект България е промишлена страна, чиято икономика се гради върху добива на метали и минерали и върху преработката на суровини. По-малка роля в икономиката играят земеделието и туризмът. Основни проблеми пред развитието на страната са много високите нива на корупция и критичната демографска ситуация. България е една от основателките на Организацията за черноморско икономическо сътрудничество и Организацията за сигурност и сътрудничество в Европа; освен това страната членува в ООН, Съвета на Европа, Европейския съюз и НАТО. През 2015 г. България е позиционирана като третата най-перспективна страна в света за базиране на производство според Cushman & Wakefield в техния индекс за позициониране на производство в развиващите се пазари. България е сред основателките на Инициатива „Три морета“ през 2016 г.

## География

### Разположение и релеф
България е разположена в югоизточния край на континента Европа и заема площ от 110 994 квадратни километра в източната част на Балканския полуостров. 1808 километра сухопътни граници я отделят от Гърция и Турция на юг, Северна Македония и Сърбия на запад, и Румъния на север, а на изток има излаз на Черно море с дължина 519 километра. Страната попада в умерените ширини на 43° с. ш. и в часовата зона UTC+2 на 25° и. д..
България има разнообразен релеф, като низините заемат около една трета от територията ѝ, а равнините около 41%. Главните релефни форми в България са Дунавската равнина, Стара планина, Горнотракийската низина и Рило-Родопският масив.
Стара планина пресича цялата територия на страната от запад на изток, разделяйки я на две области – Северна и Южна България. Северно от нея е разположена предпланинската област на Предбалкана, а южно – успоредната по-ниска планинска верига Средна гора, от която я отделят поредица от долини, наричани Задбалкански котловини. Главните планини на Южна България, образуващи Рило-Родопския масив, са двата високи масива с алпийски характер на Рила и Пирин в западния край, продължаващи на изток с по-ниските на по-обширни Родопи. В Рила е разположен връх Мусала, който с надморска височина 2925 метра е най-високата точка на България и Балканския полуостров. Югозападната част на страната има фрагментиран релеф от множество долини и обособени малки планини, като Витоша, Осогово и Беласица.
Дунавската равнина – част от Долнодунавската низина по долното течение на река Дунав, по която преминава голяма част от северната граница на България – заема северната част на страната, издигайки се постепенно от север на юг към предпланините на Стара планина. В източния ѝ край започва равнинното Добруджанско плато, продължаващо на север в Румъния. Горнотракийската низина в югоизточната част на България започва от черноморското крайбрежие, преминава северно от ниските планини Странджа и Сакар на границата с Турция и постепенно се стеснява на запад между Стара планина и Родопите.

### Климат и води
В България преобладава умереният климат. Бариерният ефект на Стара планина има силно влияние върху климата в цялата страна – Северна България изпитва по-ниски температури и получава повече валежи в сравнение с южната част. През зимата континенталните въздушни маси носят снеговалежи и студени зими, особено в Дунавската равнина, а през лятото средиземноморските въздушни маси водят със себе си сухи и горещи лета в Родопите и Горнотракийската низина. Валежите в страната са средно около 630 mm годишно. Най-сухи са Добруджа и части от Тракия, където годишно падат под 500 mm валежи, а по високите планински райони валежните количества достигат 2540 mm на година. Най-ниската измерена температура е -38,3 °C в Трън, а най-високата – 45,2 °C в Садово. Слънчевото греене в България е около 2100 – 2500 часа годишно.
Страната има добре развита речна мрежа от около 540 реки, повечето от тях – с изключение на река Дунав, са сравнително къси и с ниски водни нива. Повечето реки преминават през планински райони. Най-дългата река, намираща се изключително на българска територия, е Искър, с дължина 368 km. Други по-големи реки са Струма и Марица на юг. Най-големите езера са Варненско, Бургаско, Атанасовско и Мандренско.

### Флора, фауна и околна среда
България попада на границата между евросибирския и средиземноморския регион на палеарктическата екозона, най-обширната от осемте екозони на Земята. По-голямата част от страната попада в биома на Умерените широколистни и смесени гори с няколко от неговите региони – Балкански смесени гори (основната част от страната), Родопски планински смесени гори (в по-високите планини), Източноевропейски лесостепи (североизточните области) и Евксинско-Колхидски листопадни гори (крайните югоизточни райони).
Част от територията на страната е останала незасегната от Ледниковия период, вследствие на което са оцелели някои много стари реликтни растителни видове от терциера.
Взаимодействието на различни климатични, хидроложки, геоложки и топографски условия е причина България да има сравнително голямо разнообразие от растителни и животински видове. То включва около 100 вида бозайници, към 400 вида птици, близо 40 вида влечуги, над 200 вида черноморски и сладководни риби, над 27 000 вида насекоми и безгръбначни, и над 10 000 низши и висши растения и гъби. Висшите растения са над 3800 вида, от които 170 вида са ендемити. Розата, пренесена в България от Персия през XVII век, е символ на България. Някои от най-разпространените животни в България са благородният елен (25 910 индивида), сърната (над 106 000), дивата свиня (88 948). Сравнително често срещани са чакалът и лисицата, докато мечката, царският орел, тибетският як и зубърът са значително по-редки.
По българското черноморско крайбрежие са запазени 46 дюнни системи с площ от 988,21 ха (0,0089% от България) и обща дължина 73 км (14% от 518.7 км брегова линия)
Над 35% от общата площ на страната е покрита от гори. На територията на България съществуват три национални парка, 55 резервата, 11 природни парка, 565 защитени местности и 35 поддържани резервата. Към тях се прибавят и 114 орнитологично важни места, в които се срещат редки видове птици. Защитени са 574 вида растения, 483 вида животни и 1581 вековни дървета. Много от защитените райони, особено по Черноморието, са застрашени от безразборно незаконно строителство.
България е подписала и ратифицирала Протокола от Киото и е постигнала намаляване с 30% на емисиите на въглероден диоксид, постигайки целите на протокола. Околната среда обаче продължава да е силно замърсена. Въздухът е един от най-силно замърсените в Европа от автомобилни газове и работата на въглищни електроцентрали, а почвата и водите са засегнати от канализационните системи на населените мест а и промишлеността.  През 2019 година, по дадни на Евростат България е на второ място по рециклиране на пластмасови опаковки (65 процента) , а през 2021 година  е на трето място.

## История

### Праистория и Античност
Най-ранните следи от човешко присъствие в България са находки на изправен човек от ранния палеолит в пещерата „Козарника“ на възраст от над 1,4 милиона години, които са и най-старите известни в Европа, маркирайки един от двата пътя на навлизане на първите хора на континента – през Балканския и през Пиренейския полуостров. Пещерата продължава да се обитава и в средния палеолит, от когато в нея има останки от неанедрталци на около 150 000 години.
Праисторически култури в българските земи включват неолитната „Хаманджия“ и Винчанската култура (6-о до 3-то хилядолетие пр.н.е.), енеолитната култура „Варна“ (5-о хил. пр.н.е.) и езерската култура от бронзовата епоха. В принадлежащия към култура „Варна“ Варненски некропол са открити най-ранните златни накити, на възраст около 6000 години, поради което се счита, че именно тази култура дава началото на златообработката. Карановската култура дава хронологическа система за новокаменната епоха (неолит и енеолит) на Балканския полуостров и е пример за ранно земеделско общество.
Траките са първата значима цивилизация, появила се на територията на днешна България. Присъствието им е засвидетелствано към XII век пр.н.е., но за произхода им липсват достатъчно исторически извори. Най-вероятно произлизат от прототракийски народ, включвал представители както на автохтонно население, така и на индоевропейски народи. Макар и политически фрагментирани, техните постижения в изкуствата и стопанството са съизмерими с тези на древните гърци. Траките живеели разделени на различни племена до 480 г. пр.н.е., когато цар Терес обединява повечето от тях под управлението на Одриското царство, което е първото единно царство на предшествениците на българите. Терес управлява успешно царството до 448 г. пр.н.е., когато умира. При сина на Терес, Ситалк, държавата значително се разширява, завладяват се нови територии и на север от Стара планина, чак до устието на Дунав. Една част от тракийските племена е покорена за кратко от Александър Велики, после от Персия. Към III век пр.н.е. Римската империя започва да налага своето управление на Балканския полуостров. През 46 г. сл. Хр., след продължилото 526 години съществуване на царството, тракийските владения окончателно са присъединени към империята и стават част от новата римска провинция Тракия.

### Средновековие
Първата българска държава на Балканите е създадена след неуспешен поход през лятото на 680 г. на византийския император Константин IV Погонат установилите се в областта Онгъл прабългари на Аспарух, третия син на владетеля на Стара Велика България Кубрат. Поражението на византийците открива пътя на Аспарух за завладяване на територия между Дунав и Стара планина, което Византия е принудена да признае с мирен договор през лятото на 681 г. Наследникът на Аспарух Тервел завзема територии в Тракия, намесва се във византийските междуособици, помагайки за връщането на трона на император Юстиниан II през 705 г., а през 718 г. участва като византийски съюзник във вдигането на арабската обсада на Константинопол. Управлението на Тервел е последвано през голяма част от VIII век от вътрешна нестабилност в българската държава, съпътствана от войни с променлив успех срещу Византийската империя.
По времето на Крум (803 – 814 г.) и през първата половина на IX век франките от северозапад и българският владетел Крум от изток ликвидират изпадналия в криза Аварски хаганат. Важен елемент от формирането на новата българска народност, обединяваща славяните с прабългарите и другите племена в земите на царството, е въведеният официален за държавата език, който се развил на основата на славянския. България разширява своите предели до Средния Дунав или до р. Тиса на север, а на запад до р. Днепър (днешна Украйна). За пръв път се въвежда административно делене в страната, доведено до изграждане на цялостна административно-териториална система (комитати) при управлението на Омуртаг с управители (комити), назначавани от централната власт в Плиска. След големите военни победи на Крум срещу аварите и Византийската империя България се превръща в една от Великите сили в Европа, наред с Франкската и Византийската империи. Княз Борис I (852 – 889 г.) покръства българите през 864 г. Той основава и първата българска книжовна школа – Преславската, през 885 г., а създадената през 855 г. глаголица се въвежда като официална азбука.
При цар Симеон I (893 – 927), който създава и утвърждава Българската патриаршия като една от автокефалните вселенски патриаршии, Българското царство (империя) обединява редица народи под своя скиптър и се превръща в една от най-могъщите държави в Европа, разпростирайки се почти на целия Балкански полуостров, а на северозапад – до р. Тиса, обхващайки Карпатския планински масив. Столицата е преместена при управлението на Симеон І от Плиска в Преслав. При Св. цар Петър I Български и цар Борис II България упада заради вътрешни размирици и разпространението на богомилството. През 971 г. Киевска Рус завзема Източна България и столицата Преслав, а по-късно Византия взима териториите от Киевска Рус. След това столицата се мести последователно в Средец, Скопие, Преспа, Битоля и Охрид. След дълга и ожесточена борба между българските и ромейските владетели през 1018 г. последните крепости на държавата са завладени от византийците след погрома над войските на цар Самуил през 1014 г. и гибелта на Иван-Владислав през 1018 г.
Първите опити за освобождаване на България от византийско господство са дело на Петър II Делян (1040 – 1041 г.) и на Петър III и Георги Войтех (1072 г.). След загубата в битката при Манцикерт във Византия назряват благоприятни вътрешнополитически процеси, способстващи за подигане на българското народоосвободително движение. Асеневци сключват стратегически съюз за борба срещу Византия на Балканите с великия жупан на Сърбия Стефан Неманя. През пролетта на 1185 г. братята Асен и Петър решават да вдигнат въстание. За негово средоточие избират Търново. Много хора се включват във въстанието и заради наложения данък върху добитъка. Бунтовниците решават въстанието да започне на Димитровден. За да окуражат хората, а и като знак за начало на действията, братята Асен и Петър пускат слуха, че Свети Димитър е напуснал Солун и иконата му се намира в построената от братята църква.
На 26 октомври 1185 г. Асен и Петър се обявяват срещу византийската власт в българските земи и по-големият брат Петър е провъзгласен за цар Петър IV (по-късно по-малкият Асен поема властта). Ромейският пълководец Алексий Врана губи първите битки с въстаниците. През пролетта на 1187 г. самият император Исаак II Ангел обсажда Ловешката крепост, за да си върне владението на Мизия. След тримесечна безрезултатна обсада той се отказва от намерението си и подписва мирен договор, с който де юре признава възстановяването на българската независимост и държавност. Този акт бележи за историографията хронологически началото на Втората българска държава.
Втората българска държава (1185 – 1396), създадена от братята Асен и Петър след периода на византийското владичество (1018 – 1186), е със столица Търновград. През XII век се укрепва държавата с военните успехи на цар Калоян над рицарите от Четвъртия кръстоносен поход и пленяването на императора на Латинската империя Балдуин Фландърски през 1205 г. През годините 1218-41 г. започва териториално разширение, стопанско и културно развитие при Йоан Асен II, както и възобновяване на Българската патриаршия. Годините между 1241-80 г. са белязани от нашествията на Татарската златна орда, упадък при цар Константин Тих Асен и въстанието на Ивайло.
Цар Теодор Светослав (1300 – 1322 г.) успява да отстрани татарската заплаха за България и укрепва държавата, но след смъртта му се засилват стремежите на болярите за откъсване от централната власт. Това довежда до отделяне на Добруджанското деспотство. 1371 г. е съпроводена с разделяне на България между наследниците на Иван Александър: Търновското царство с владетел Йоан Шишман и Видинско царство с владетел Йоан Срацимир. През 1393 г. османските турци превземат столицата на Търновското царство. То съществува до 1395 г., когато е превзет Никопол и е убит цар Йоан Шишман. През 1396 г. след неуспешен кръстоносен поход българските земи са окончателно покорени от османските турци със завладяването и на Видинското царство. През 1444 г. Владислав III Варненчик опитва неуспешно да освободи Балканите от османците, като достига до Варна, където е разбит от султан Мурад II.

### Османско владичество (1396 – 1878 г.)
По време на османското владичество, понякога наричано от народа „турско робство“, българите са подложени на религиозна, политическа, икономическа и юридическа дискриминация, аристокрацията е елиминирана, българската култура е унищожена, а образованите духовници бягат в други християнски страни.
XV век е белязан от действията на Константин II Асен, Въстанието на Константин и Фружин, походите на Владислав III Варненчик и Янош Хуняди – това са първите опити да се освободи България от властта на османците. През 1454 г. е заловен и първият хайдутин – Радич, действал в Софийско. Между XVI и XVII век избухват няколко простонародни въстания срещу завоевателя – Първо търновско въстание (1598), Второ търновско въстание (1686), Чипровско въстание (1688) и Карпошово въстание (1689). Всички тези опити за възстановяване на българската държава остават безплодни.
През XVIII век започва период на икономическо и културно развитие – това е българското Възраждане, чието начало е дадено от Паисий Хилендарски с написването на История славянобългарска през 1762 г. Започват да се водят борби за независимост на три нива – просветно, религиозно и политическо.
Макар и първите училища в България – килийните, да се появяват още през XV век, техният брой рязко се увеличава през XVIII и XIX век. Паралелно с тях се появяват и взаимните училища и читалищата, където за разлика от килийното училище се преподава на говорим български език. През 1824 г. Петър Берон издава и т.нар. Рибен буквар, който е първият български учебник с енциклопедичен характер. В религиозен план на 3 април 1860 г. (Великден) Иларион Макариополски обявява отделянето на Българската църква от вселенската патриаршия, и на 27 февруари/11 март 1870 г. султан Абдул Азиз издава ферман за учредяването на самостоятелна Българска екзархия, чийто първи екзарх – Антим I, бива избран през 1872 г.
По време на Кримската война са създадени Тайното общество и Добродетелната дружина, които целят освобождаване на България с помощта на руските войски. Неуспехът на Русия във войната обаче обрича тези усилия на провал, а в дипломатически план българският въпрос изобщо не се третира. Войната обаче дава допълнителен тласък на усилията за освобождение, и между 1860 и 1878 г. възниква организирано национално освободително движение – Г. С. Раковски основава Първа българска легия. Пак той става пръв идеолог на национал-революционното движение. Впоследствие Иван Касабов (сподвижник на Раковски) създава Таен централен български комитет; Неговият пример е последван от Любен Каравелов, и Васил Левски,които учредяват Български революционен централен комитет. През 1873 към БРЦК се присъединява и Христо Ботев (като помощник на Каравелов). През 1875 двамата изпадат в конфликт. Ботев привлича „младите“ начело със Стефан Стамболов и Иван Драсов. Избухват Старозагорското (1875 г.) и Априлското (1876 г.) въстания. Последното е организирано и водено от Георги Бенковски, Панайот Волов, Тодор Каблешков, Захари Стоянов, Обретенови и др. На 12 април 1877 г. избухва Руско-турската освободителна война, като бойните действия продължават до 19 януари 1878. На 3 март 1878 г. със Санстефанския мирен договор е възстановена българската държава.

### Трета българска държава (след 1878 г.)
Последвалият Руско-турската война Берлински договор от 1878 година създава две държавни образувания с предимно българско население и широка автономия в рамките на Османската империя – Княжество България и Източна Румелия, които се обединяват през 1885 година. Новата българска държава получава либералнодемократично устройство с широки избирателни права и многопартийна система, но и значително влияние на монарха. Първите години след нейното създаване са период на политическа нестабилност, чиято кулминация са международната Българска криза и кратката Сръбско-българска война. Берлинският договор оставя големи области с българско население извън границите на България, превръщайки иредентизма и особено Македонския въпрос в основна тема за българската политика от този период. На 22 септември 1908 година България обявява пълната си независимост, а през 1912 – 1913 година играе основна роля в успешната Балканска война на Балканския съюз срещу Османската империя. Непосредствено след това страната влиза в конфликт със съседите си и в последвалите Междусъюзническа (1913) и Първа световна война (1915) губи значителни територии.
Пораженията на България във войните довеждат до дълбоки промени в партийната система и в първите следвоенни години доминиращо положение заема Българския земеделски народен съюз, който през 1923 година е свален от власт с военен преврат. Няколко години по-късно демократичният режим е възстановен, но през 1934 година, след Голямата депресия и период на политическа нестабилност нов военен преврат е последван от налагането на авторитарна диктатура на цар Борис III. България използва международната обстановка в началото на Втората световна война и с Крайовската спогодба си връща по мирен път Южна Добруджа, но през 1941 година се включва във Втората световна война на страната на Оста и окупира големи части от Югославия и Гърция. При навлизането в страната на съветски войски през 1944 година военен преврат довежда на власт правителство, доминирано от Комунистическата партия, и до края на войната България воюва на страната на Съюзниците.
След кратък период на многопартийност до сключването на мир със западните Съюзници, след 1947 година в България се установява тоталитарен режим по съветски образец. Наложен е съветският модел на планова икономика с национализация на предприятията и колективизация на селското стопанство, въведен е масов политически терор и десетки хиляди българи са изпратени в концентрационни лагери, а външната политика е изолационистка, като страната става един от най-лоялните участници в Съветския блок. От 1956 година до края на комунистическия режим той се оглавява от Тодор Живков, който чрез умело маневриране и демонстриране на пълно подчинение на поредица съветски диктатори става най-дълго управлявалият политик сред съветските сателити. Периодът на политическа и социална стабилност при Живков е съпътстван от периодични и нарастващи стопански затруднения, чиято кулминация е започналата през 1987 година многогодишна финансова криза. Комунистическият режим е обявен за престъпен със закон от 2000 г.
При срива на европейските комунистически режими през 1989 година Живков подава оставка, а Българската комунистическа партия е принудена да се откаже от монопола си върху властта и да предприеме стъпки за премахване на тоталитарната система. Въпреки това през следващите години тя запазва значително влияние, като този преходен период се характеризира с политическа нестабилност, отлагане на належащите стопански реформи и разрастване на корупцията и престъпността. Трайна финансова стабилизация е постигната в края на 90-те години със съдействието на Международния валутен фонд, през 2004 година икономиката достига предкризисните нива от средата на 80-те години, а през следващите години растежът се ускорява, стимулиран от чуждестранните инвестиции. През 2004 година страната става член на НАТО, а на 1 януари 2007 година се присъединява към Европейския съюз.

## Държавно устройство

### Символи и институции
Съгласно Конституцията от 1991 г. България е парламентарна република, с ясно изразено разделение на властите – законодателна, изпълнителна, съдебна. Националните символи на българската държава са знамето, химнът и гербът на Републиката.

#### Българският парламент
Народното събрание е еднокамерен парламент и се състои от 240 народни представители, избирани за срок от 4 години. Пълномощията, работата и задачите на парламента са описани в глава Трета в Конституцията (чл. 62 – 91). Сред тях са приемането на закони, контрол над изпълнителната власт, одобряването на бюджета, насрочването на президентски избори, избора и отзоваването на министър-председателя и други министри, обявяването на война, разполагането на войски извън България и ратифицирането на международни договори и споразумения. От 2006 г. Народното събрание избира омбудсман, който се застъпва за правата и свободите на гражданите.

#### Министерски съвет
Министерският съвет е основен орган на изпълнителната власт в Република България. Той е съставен от министър-председател, заместник министър-председатели и членове – ресорни министри.
Министерски съвет ръководи и осъществява вътрешната и външна политика на страната, осигурява обществения ред и националната сигурност, осъществява ръководството на държавната администрация чрез създадените от него министерства, агенции и комисии.

#### Президентът на Републиката
Президентът се избира пряко за 5-годишен срок с право на едно преизбиране. Той е държавен глава, върховен главнокомандващ на Въоръжените Сили и председател на Консултативния съвет за национална сигурност. Макар да не притежава законодателна власт или инициатива, президентът може да върне законопроект за преразглеждане, упражнявайки правото си на налагане на вето. Президентът има вицепрезидент, избиран заедно с него на преки избори.

### Административно деление
От 1999 г. насам Република България административно е разделена на 28 области: Благоевград, Бургас, Варна, Велико Търново, Видин, Враца, Габрово, Добрич, Кърджали, Кюстендил, Ловеч, Монтана, Пазарджик, Перник, Плевен, Пловдив, Разград, Русе, Силистра, Сливен, Смолян, София – град, Софийска, Стара Загора, Търговище, Хасково, Шумен, Ямбол. Всички те са наименувани на областния си център, като самата столица образува отделна област. Преди това, до 1987 г. страната е била разделена на 28 окръга, а от 1987 г. до 1999 г. – на 9 области. Областите са разделени на общини, а общините – на кметства. Всичките 28 области имат общо 265 общини от 25.7.2014 г.

### Въоръжени сили
Въоръжените сили (ВС) са създадени от държавата военни и специализирани формирования и техни обединения, подчинени на специфична организация и ред на функциониране, които притежават и прилагат военни и специални средства за действие за осигуряване целите на отбраната на страната. Въоръжените сили на Република България включват: Българската армия и други структури на пряко подчинение на министъра на отбраната: служба „Военна полиция“, служба „Военна информация“, Военните академии и Висшите военни училища, Военно-медицинската академия, Националната гвардейска част, резерва на въоръжените сили, Военно-географската служба, Стационарната комуникационна и информационна система, Централното военно окръжие, Централния артилерийски технически изпитателен полигон, Комендантство на Министерството на отбраната (МО), военнослужещите от структурите на пряко подчинение на министъра на отбраната. В състава на ВС във военно време могат да се включват и структури от другите сили от системата за национална сигурност на Република България при условия и по ред, определени с акт на Министерския съвет.
Общата численост на въоръжените сили е около 39 000 души. България е член на НАТО и участва в мироопазващата мисия в Афганистан с контингент от 610 души. Българският контингент в Ирак бива изтеглен през декември 2008 г. Българската армия разполага с около 600 бр. танка, от които 160 бр. са в експлоатация; близо 1000 бр. бронирани машини (около 350 бр. в експлоатация); 192 единици тежка артилерия; над 300 бр. единици минометна артилерия; 21 бр. изтребителя МиГ-29, 15 бр. от които годни за бой (През 2012 г. ВВС на България загубват един изтребител МиГ-29УБ по време на учение по радарен прихват в резултат на пожар от опашката. След излитане самолетът се разбива близо до Пловдив, авиобаза „Граф Игнатиево“. Двамата пилоти катапултират след подадена команда и са в добро здравословно състояние); 18 бр. Су-25Т 23 – всички са в състояние за ефективен бой, както и прихващачи МиГ-21 БиС, бойни вертолети, 11 бойни съда (4 фрегати, 3 корвети, 3 ракетни катера и една подводница), както и различни видове транспортна техника. Противовъздушната отбрана разполага с общо 208 зенитно-ракетни комплекса и около 500 бр. зенитно-артилерийски установки. Оборудването е предимно от съветски произход. България има добре развита отбранителна промишленост и произвежда радиоелектронно оборудване, части за изтребители, авионика, ракети, автоматични оръжия, артилерия, гранатомети, боеприпаси, униформи и безпилотни самолети.

## Население
| Крива на населението на България за периода 1961 – 2010 г. по данни на ФАО. |  | Пирамида на населението (2011 г.). |
| Крива на населението на България за периода 1961 – 2010 г. по данни на ФАО. |  | Пирамида на населението (2011 г.). |

Населението на България е 6 951 482 души по данни на НСИ към 31 декември 2019 година. В градовете живеят 73,7% от общия брой на населението, като 24,2%, или 1 242 568 души, са съсредоточени в столицата София. Други големи градове са Пловдив (347 851) и Варна (336 216), както и Бургас (201 779), Русе (141 231) и Стара Загора (134 726). Българите са държавообразуващият етнос и съставляват 84,8% от населението. Две от малцинствата, турците (8,8%) и циганите (4,9%), са относително по-многобройни; останалите 1,5% включват други малцинства – руснаци, арменци, власи, каракачани, украинци, евреи, румънци, както и хора, които не се самоопределят. Българският език е единственият официален в страната и е роден език за 85,2% от населението. Турският е майчин на 9,1%, а циганският на 4,2%.
Населението нараства до върховата си точка по времето на социализма, когато на преброяването през 1985 г. населението на третата българска държава възлиза на 8 948 649 души. След 1989 г. населението започва да намалява значително: до преброяването през 2001 г. то спада до 7 932 984 души, а през 2011 г. е вече 7 364 570 души. Близо 1,2 милиона българи напускат страната в периода 1990 – 2004 г. в търсене на работа. Тази тенденция продължава: около 27 000 младежи емигрират всяка година, а в десетилетието след световната финансова криза от 2008 г. страната са напуснали 300 000 души на възраст под 30 години. Съчетанието от емиграция и вътрешни политически, социални и икономически кризи довеждат България до състояние на остър демографски срив. Почти една пета от населението е на възраст над 65 години, а близо 60% от пенсионерите живеят под прага на бедността. Една трета от домакинствата се състоят от само един човек, а над 75% от семействата нямат деца на възраст под 16 години. През 2017 година се раждат 57 175 деца, най-ниският брой от 1945 година насам. България е на едно от последните места в света по раждаемост, а по смъртност се нарежда трета в света, което предопределя бързо намаляване на населението.
Сърдечно-съдовите и раковите заболявания са причина за смърт в 80% от случаите, много от които биха могли да бъдат предотвратени с навременна и адекватна здравна помощ. Българската здравна система преминава от безплатно държавно здравеопазване тип „Семашко“ към децентрализирана осигурителна система през 1990-те. През 1999 г. се създава Националната здравноосигурителна каса (НЗОК), която работи с 88 частни и 312 държавни и общински здравни заведения. Здравните услуги в тях се финансират от НЗОК с постъпления от осигуровки, които служители и работодатели в частния сектор плащат. Заради несъобразени клинични пътеки, злоупотреби и намаляващото работоспособно население обаче болниците са хронично недофинансирани от касата. Така на практика близо 50% от стойността на здравните услуги се доплаща от пациентите. Увеличаването на броя на бедните жители, неспособни да доплащат, честите промени в осигурителния пакет и емиграцията на медицински персонал допълнително влошават достъпа до здравеопазване. От 33 европейски държави (вкл. 27-те в ЕС), България се нарежда на предпоследно място по качество на здравните услуги.
Образователната система е под надзора на Министерството на образованието и науката. Степените на образование в България са четири – начално (1-ви до 4-ти клас), основно (5-и до 8-и клас), средно (9-и до 12-и клас) и висше. На територията на страната съществуват 4711 образователни институции, в това число 1203 основни училища, 117 гимназии и 50 акредитирани висши учебни заведения (ВУЗ). От тях най-високо класираното ВУЗ е Софийски университет. Качеството на българското образование обаче е ниско. Прекомерно големият брой висши училища и слабото финансиране са причина системата да изгражда некачествени кадри, поради което икономиката е неатрактивна за чуждестранни инвеститори. Част от подрастващите отпадат от образователната система твърде рано или въобще не са обхванати от нея. Средната грамотност е 98,4%, но нивата на функционална неграмотност са високи (41,5%).
България няма официална религия според конституцията си, вместо това като „традиционна религия“ за страната е посочено православното християнство. Като православни християни са се самоопределили 59% от населението на преброяването през 2011 г. Най-голямата малцинствена религия е ислямът, който е посочен като вероизповедание от 7,8% от населението (главно от турското малцинство, но също и от българи мохамедани и една пета от циганите, като 7,4% са сунити, 0,4% са шиити и други), следва протестантство (0,9%) и римокатолицизъм (0,7%); 0,13% следват други религии, а останалите 31% или са посочили, че нямат вероизповедание, или не са отговорили на въпроса. В провежданите в страната преброявания вероизповеданието е поставено като въпрос, към който е добавена точка, че се иска отговор за вероизповеданието като „исторически обусловена принадлежност на лицето или на родителите и предците му към дадена група с определени религиозни възгледи“.

## Икономика
Класифицирана като развиваща се и една от страните с висок доход, България е промишлено-аграрна отворена пазарна икономика със средно развит частен сектор и известен брой стратегически държавни предприятия. През последните години постига висок икономически растеж, и въпреки това продължава да бъде страната с най-ниски заплати и доходи, най-нисък БВП на глава от населението (7850 евро) и най-ниска производителност на труда (55,5% от средни за ЕС 100%) в Европейския съюз. Според Евростат през 2023 г. БВП на глава от населението (в ППС) е 64% от средния за Европейския съюз.

### Сектори
Повечето туристи в България се насочват или към зимните курорти, или към летните, в съответствие със сезона. Перспективите за развиване на туризъм са големи, тъй като страната има потенциал заради природните, културните и историческите забележителности. По данни на НСИ през 2017 г. България е била място за почивка и екскурзия на 11 596 167 души. За сравнение през 2007 г. те са били 7 700 000 души.
От 2010 г. развитието на транспортната инфраструктура е приоритет на държавното управление с оглед на улесняване и задълбочаване на икономическото взаимодействие и развиване на производството и търговията. В транспортната стратегия (до 2020 г.) на България са заложени някои основополагащи насоки: икономическа ефективност, развитие на устойчив транспортен сектор (включително ограничаване на отрицателното влияние на транспорта върху околната среда и здравето на хората), интегриране на българската транспортна мрежа към европейската.
В края на 2013 г. общата дължина на републиканската пътна мрежа е 19 678 km, като 605 km от тях са автомагистрали, 2975 km първокласни пътища, 4035 второкласни и 12 063 третокласни пътища, пътни връзки при кръстовища и пътни възли. Дължината на всички жп линии е 4032 km, а превозените товари и пътници възлизат съответно на 13 538,9 хил. т. и 26 071,5 хил. п.
Българската икономика е отворена, като външнотърговският обмен на страната надхвърля БВП. Главните вносители на български стоки са Германия (11,6%), Румъния (9,5%), Италия (8,7%), Турция (8,6%), Гърция (7,0%) и Белгия (4,9%), като общият обем на износа през 2011 г. е 39,6 млрд. лева. Обемът на вноса в България през същата година е 45,8 млрд. лева, а най-големите вносители в страната са Русия (17,6%), Германия (10,8%), Италия (7,1%), Румъния (6,9%), Гърция (5,6%) и Испания (5,3%).
България разполага с голямо разнообразие от полезни изкопаеми и природни ресурси. Маришкият въглищен басейн е богат на лигнитни въглища, най-разпространеният тип в България, а запаси от кафяви въглища съществуват около Бобов дол и в Рила. Западна Стара планина, особено около Средна гора и Челопеч, е богата на мед. Налични са и находища на манган, уран, олово, цинк, желязна руда, хром, доломит, гипс, каолин, мрамор и кварцит. Край Плевен са разработени и малки находища на петрол.

## Култура

### Изобразително изкуство и архитектура

#### Древност и античност
Българските земи са наследили едни от най-древните културни богатства в Европа. Така например Варненското съкровище от V. – началото на IV хил. пр.н.е., принадлежащо на Варненската култура е най-старото обработено злато в света. През II. хил. пр.н. Балканите са населени от траките, сред които са разпространени долмени, могили и образа на тракийският конник (виж. Тракийско изкуство)

#### Средновековие и ренесанс
Един от най-старите български културни паметници е вписаният в списъка на световното културно наследство (ЮНЕСКО), Мадарски конник (VIII век). Първата българска столица е построена по римски образец със здрава крепостна стена, обграждаща дворци, църкви и храмове, бани, и други публични постройки, в чийто стил са преплетени и елементи от Централна Азия и Близкият изток. След приемането на Християнството и възкачването на цар Симеон Велики, столицата и културният център на българската държава се премества в Преслав. Последвалият период е известен още като Златен век на България, в който българската култура достига своя първи апогей. Златната църква в Преслав, Голямата базилика в Плиска, чиято дължина заедно с перистила е почти сто метра, църквите „Св. София“ в Охрид и Средец, „Св. Стефан“ в Несебър или преславската керамика са само част от тези постижения (виж. Плисковско-Преславска култура). Разлики с византийското изкуство настъпват още през X век и се проличават най-вече в декоративните елементи (декоративни ниши в църковното строителство, рисувана керамика, стенописи и др.). Силно е и влиянието на прабългарския бит, като зографските образи са застъпени в почти всички сфери.
След падането на първото българско царство под византийска власт (1018 – 1185/86) се засилва влиянието на Византия в българското изкуство. То е прекратено с възстановяването на българската държава през 1185 г. Търново става столица на второто българско царство и се превръща в нов политически и културен център, не само в средновековна България, но и на целия Балкански п-в. Съвременниците описват Търново като новият Йерусалим, Рим и Константинопол взети заедно.
В градежа на сакралната (църковна) архитектура се наблюдава нов тип църкви. В сравнение с предходни епохи те са по-малки, и повечето случаи еднокорабни, което е заимствано от Византия. Характерни са и техните кръстовидни сводове и дъги арки, които преминават в купола. Скоро този тип църкви се налага из цялата българска империя, като примери са църквата „Св. Никола“ в Мелник, Пантократорската църква и „Св. Йоан Алитургитос“ (Неосветени) в Несебър, както и църквата „Свети Четиридесет мъченици“ в Търново. В сравнение с византийските еднокорабни църкви, българските са различават със своето изя̀щество и декорация (цветна и стъклена керамика в зида, декоративни ниши и арки и др.). Във външните стени са изградени арки, които чрез ритмичната смяна на червени и бели тухли или керамика създават типична декоративна илюзия.
По-голяма самостоятелност на българското средновековно изкуство се постига в църковната живопис. Великолепен пример е Боянската църква, построена през 1259 г., чиито стенописи, изпълнени в техника „мокро фреско“ са изографисани от зограф Васили. В сравнение с живописта в Западна Европа по това време творбите на Търновската художествена школа са наситени с предренесансови елементи.

#### Българско възраждане
В българската култура като цяло присъства и силно ориенталско влияние заради османското владичество. България пропуска прогресивните европейски течения от епохите на Ренесанса, Реформацията, Просвещението и XIX век. Възрожденската епоха е културно-исторически период, характеризиращ се с възраждане на българските традиции, но отвъд рамките на елитарната култура, присъстваща в западноевропейските страни.

#### Старобългарска книжнина (X – XII в.)
Първите творби се появяват към VIII век и са идейно и естетически обвързани с християнството. В Първата българска държава се открояват имената на свети Климент Охридски (създател на Охридска книжовна школа), Константин Преславски (Учително евангелие, Проглас към еванелието и др.), Наум Охридски, Йоан Екзарх (Шестоднев) и Черноризец Храбър (За буквите, около 893 г.). Златният век на българската книжнина започнал при княз Борис, продължава при царете Симеон и Петър I. Сред късните представители е презвитер Козма (Беседа против богомилите)По време на византийското господство, българската литература е в период на упадък и почти не се развива.

#### Среднобългарска книжнина (XIV - XV в.)
При царете Йоан Александър, Йоан Шишман и Иоан Срацимир се обособява Търновска книжовна школа България преживява Втори златен век на българската книжнина (Сребърен век). Ярки представители на Търновската школа са Киприан Киевски, патриарх Евтимий Търновски, Григорий Цамблак и Константин Костенечки Извършени са две езикови реформи, а житията и похвалните слова се множат едно след друго. Османското господство води упадък на книжнината в българските земи, но пък за сметка на това много от книжовниците стават изгнаници и като такива са проводници на българската култура в Русия, Украйна и Сърбия (Григорий Цамблак, Константин Костенечки)

#### Възрожденска книжнина (1824 -1878)
Османското господство за дълго прекъсва книжовните традици на българите. През 1767 година Охридската архиепископия е закрита, а епархията присъединена към Драчката архиепископия, а от 1776 година тя има само гръцки епископи чак до създаването на Екзархията. Все пак от 20-те години на XIX в. се правят различни опити да се възстанови българската книжовна култура. През 1824 година Петър Берон създава първия български учебник – Рибният буквар. Васил Априлов създава първото българско читалище през 1834 година. Скоро то е последвано от множество читалища и килийни училища. Ред етнографи – пионери като Петко Славейков, Георги Раковски, Гаврил Кръстевич и пр. събират ценни сведения за духовната култура на българите и ги публикуват. На свой ред Иван Богоров започва борба за чистотата на езика. Постепенно през 50-те и 60-те години на XIX в. се появяват преподаватели от нов тип като Найден Геров, Ботьо Петков и Добри Войников. Те успяват да подобрят рязко българското образование, а това води и до нов тип литература. Връх на българската възрожденска проза е постигнат от Любен Каравелов, а в поезията – от Христо Ботев и Добри Чинтулов. Постепенно се създава революционна белетристика и революционна поезия, което е нов тип жанр за България.

#### Следвъзрожденска литература (1878 – 1919)
„Патриарх“ на българската проза и поезия е Иван Вазов, а на мемоарната белетристика – Захарий Стоянов (биограф на цяло поколение революционери). С времето се появяват и други изтъкнати писатели като Йордан Йовков и Елин Пелин. Поезията търпи развитие. Най-застъпен е символизма. Негови най-ярки представител са Пейо Яворов, Димчо Дебелянов, Теодор Траянов, Николай Лилиев. Донякъде към това течение се присъдинява и Дора Габе. Съществуват и други течения например Христо Смирненски е виден представител на авангардизма. Неговите произведения са пропити с критики срещу социалните неравенства

#### Книжовност между двете световни войни (1919 – 1944)
Някои от писателите като Ив. Вазов и Й. Йовков продължават да творят и в този период. Но се появяват и нови имена като Георги Караславов сред писателите, Атанас Далчев, Никола Вапцаров и Елисавета Багряна при поетите. Белестристиката и поезията все повече са свързани със социалните несправедливости, с разпадането на селската задруга и предполагаемата поквара, която градският начин на живот оказва върху българското село.

#### Книжовност при комунизма (1944 – 1989)
Народният съд извършва репресии върху множество писатели, журналисти, поети, учени. Д. Талев е хвърлен за 4 години в концлагер; проф. Михаил Арнаудов получава 20 години затвор (изпълнени са десет). На печата е наложена цензура. Все пак постепенно нещата се успокояват и се създава ново поколение от интелигенти. Сред големите имена в този период е Димитър Талев, който написва Преспанската тетралогия („Железният светилник“, „Преспанските камбани“, „Илинден“ и „Гласовете ви чувам“), романа „Самуил, цар български“ и трилогия романи („Щитове каменни“, „Пепеляшка и царският син“ и „Погибел“), които са важни за самоосъзнаването на българите. Макар да не е ново име, Талев преживява реабилитация след 50-те години, а литературата му е в подем.
Все пак първоначално през този период преобладава партизанската литература, а превес има течението на социалистически реализъм. Нещата се променят през 70-те години на XX в. Управляващият диктатор Тодор Живков се обгражда с кръг от приближени интелектуалци, а дъщеря му Людмила Живкова се изживява като меценат на културата. Постепенно се получава ренесанс на патриотичната литература, обособяват се като жанрове фантастиката, криминалната проза и пр. Появяват се имена като Йордан Радичков, Николай Хайтов, Радой Ралин, Павел Вежинов, Богомил Райнов, които отново извисяват българската литература. Сред поетите творят имена като Валери Петров, Георги Константинов и Блага Димитрова.

### Музика
Едни от най-ранните примери за българска музика са творбите на Йоан Кукузел (13 – 14 в.). Най-известната му творба е Полиелей на българката. Йоан Кукузел, наричан Ангелогласния, също реформира византийското нотно писмо и въвежда т.нар. невми. От периода на ранното средновековие до днешни дни са достигнали само образци на църковната музика, повечето творби са на неизвестни автори.
Светската музика остава неразвита през следващите няколко века, най-вече по време на османската власт. В края на XIX век, след освобождението на България, се заражда т.нар. Българска класическа музика. Маестро Георги Атанасов, Добри Христов и Емануил Манолов са част от първото поколение български композитори. Емануил Манолов е автор на първата българска опера – Сиромахкиня. Сред най-известните български композитори е Панчо Владигеров (рапсодия „Вардар“, „Есенна елегия“ и пр.). Той е прочут със своите симфонии. Панайот Пипков е известен със своите оперети, но най-вече с химна на светите братя Кирил и Методий, известен като „Върви, народе възродени“.
България се слави и с редица талантливи певци като Борис Христов, Гена Димитрова, Анна Томова-Синтова, Райна Кабаиванска и Николай Гяуров. По времето на социализма се развива т.нар. естрадна музика, чиито видни представители са Ирина Чмихова, Георги Кордов, Маргрет Николова, Лили Иванова, Емил Димитров, Борис Гуджунов, Паша Христова, Богдана Карадочева, Йорданка Христова, Васил Найденов, Орлин Горанов, Силвия Кацарова, Тони Димитрова, дует Ритон (Катя Михайлова и Здравко Желязков) и Бисер Киров. Много от тях се радват на световна известност през 60-те, 70-те и 80-те години, а част от тях са много популярни и днес в България.

### Български народни танци
Ценен източник на материали за историята на танцовото изкуство в България е старата българска църковна и светска иконография. Тя дава конкретна представа за танца. Много интересна в това отношение е една стара фреска в църквата в село Арбанаси, община Велико Търново, от края на XVI век, в която е изобразено едно спокойно женско хоро. Танцуващите, наловени „за пояс“, не са облечени в народна носия, а в някаква особена, може би болярска носия. В движенията и позите на жените има много грация и благородство. Танцова тематика има и в стенописите на Лесновския манастир и на Хрельовата кула в Рилския манастир.
Доста по-късно картините на Никола Образописов „Самоковско хоро“ и на Иван Мърквичка „Ръченица“ ни дават представа за подреждането и начина на залавянето на танцуващите, както и за състоянието, което изразяват. Сведения за състоянието на народните танци през османското иго са отразени в статии, дневници и пътни бележки на чужди сановници и пътешественици, минали през България в XVI, XVII, XVIII и XIX век. Някои от тях описват хората по-подробно, други – бегло, но и при едните, и при другите българските народни танци привличат вниманието им, като имаме предвид, че са били с различни интереси и подготовка. Най-известни са бележките на проф. Стефан Герлах (1546 – 1612) – немски учен и дипломат, който споменава в дневника си за българските хора и песни, които е видял и чул; Еспри Кузинери – френски учен и търговски консул в Солун в края на XVIII век, пише, че българските жени никога не играели хоро заедно с мъжете; граф Александър д'Отрив (1754 – 1830) – френски дипломат; Ами Буе (1794 – 1881) – френски геолог и пътешественик; Огюст Дюзон – френски консул в Македония, също пишат за облеклото, песните и танците на българите. Феликс Каниц (1829 – 1905) – известен унгарски археолог и етнограф. След дълги наблюдения върху бита и културата на българския народ той издава през 1882 г. тритомния си труд „Дунавска България и Балкана“. Пише, че българинът обича да се забавлява с весела игра, пеене и танци на открито в гората или на зелена морава край някоя гора: „Моми и ергени се залавят на хорото най-отпред във верига. Тя прилича на пъстра лента, която се движи постепенно вдясно. Темпото се ускорява постепенно и двете крила се стремят с по-енергични стъпки да се приближат едно до друго“.
В България по време на Възраждането с повишаване на националното съзнание на народа и националноосвободителното движение се дава тласък за развитие на българската етнографска наука, а така също за издирване и събиране на документи на народната песен и танц. Петко Р. Славейков през 1855 г. печата в „Цариградски вестник“ – „Български народни поверия и стари обичаи – Митология“, където дава интересни сведения за народните обичаи Сурваки, Ладуване, Бабинден, Власовден. По-късно в „Гайда“ през 1866 г. печата „Нрави и обичаи у българите“ – за нестинарството и кукерите. В средата на XIX век (1865) Георги С. Раковски издава „Българска старина“, където дава сведения за бита на народа. Любен Каравелов през 1861 г. издава в Москва забележителния сборник „Памятники народного быта болгар“. В него включва пълен цикъл на календарните народни обичаи. Той проявява интерес и към народния танц. В повестта си „Неда“ той говори за хорото, като става изразител на любовта на българина към него: „Скоро ще да се захване народното хоро без което ни един българин, ни една млада българка не могат да живеят“. Димитър и Константин Миладинови в предговора към сборника си „Български народни песни“, издаден през 1861 г. в Загреб, наричат народното хоро „училище, където се усъвършенства народната ни поезия“ Техния сборник не е загубил и до днес високата си стойност за националната ни култура и наука. През 1872 г. в Болград излиза „Български народен сборник“ на Васил Чолаков. В него той прави подробно и богато описание на народни обичаи от различни краища на страната. Освен това отделя кратка, но специална глава на народните хора и игри, които наблюдава в Панагюрско и Пазарджишко. С верен усет на фолклорист той отбелязва хората и игрите и като самостоятелна танцова проява, и като съставка на народните обичаи.

### Наука и техника
България има дългогодишни традиции в научни дисциплини като математиката, физиката, информационни технологии, астрономията и медицината. Повечето български учени работят в Българската академия на науките (БАН). За научни изследвания се отделя най-малък дял от БВП – едва 0,4% за 2008 г.

### Кино
Първата кинопрожекция в България е в град Русе. За начало на кинематографията в България се счита филмът на Васил Гендов „Българан е галант“ (1915). От 1915 до 1948 г. (когато се национализира кинопроизводството) са създадени 55 филма. По време на управлението на Отечествения фронт се създават филми с историческа и идеологическа насоченост, като се осъществява строг контрол и цензура от държавата, а някои филми са спирани или сваляни от екраните. Най-голямото студио по това време е киностудио „Бояна“. След кризата от 90-те години, киното бавно започва подем със снимането на нови сериали и филми. Множество чужди продукции, главно холивудски се снимат в България.

### Спорт
България има дългогодишни традиции в спорта. Има успехи в почти всички европейски и световни състезания. Най-известен спорт е футболът, но несъмнено след него веднага се нарежда волейболът. През 1994 българският национален отбор по футбол печели четвъртото място на Световното първенство в САЩ. Футболният отбор има и бронзов медал от олимпийските игри през 1956 г. в Мелбърн и сребърен медал от олимпийските игри през 1968 г. в Мексико. България има и световни постижения във волейбола, баскетбола, борбата, тениса, хандбала, спортната стрелба, хвърлянето на чук както и на рекорд на скок височина на Стефка Костадинова (поставен през 1987 и надминат чак през 2024 година), лека атлетика, художествена гимнастика и много други.
Столицата, София, се кандидатира за домакин на Зимните олимпийски игри през 1992, 1994 и 2014 г. През 1985 г. губи срещу Албервил кандидатурата за игрите през 1992 г. с два гласа разлика, през 1987 г. губи кандидатурата за игрите през 1994 г. от Лилехамер, като отпада на втория тур, а през 2006 г. отпада в първия кръг на избора на домакин за игрите през 2014 г.

### Обичаи
Българите имат множество самобитни обреди и обичаи, произлизащи от съчетаването на езическите и християнските разбирания за света и вселената. Те обикновено са подредени в календарна последователност. Най-известни са сурвакането – характерен за Нова година обичай, известен в цялата страна; хамкането – изпълняван на Сирни заговезни, когато всички в семейството се опитват да уловят само с уста сварено обелено яйце, халва или въглен, завързани на края на конец, закачен на тавана, който се върти около трапезата. Мартеници се връзват за здраве на първи март, когато започва краят на зимата.
Лазаруването е най-важната традиция в обредната система от момински пролетни обичаи. Тогава се събира цялото село и потенциалните свекърви и ергените оглеждат нагиздените моми, за да изберат своите бъдещи снахи и съпруги. Великден, Възкресение Христово е най-значимият религиозен празник. Датата на Великден зависи от първото пълнолуние след деня на пролетното равноденствие. Червени великденски яйца се боядисват на Велики четвъртък. С първото боядисано в червено яйце бабата чертае кръстен знак по челата на децата, за да са здрави и румени през годината. На Велики Четвъртък се подновява квасът и се замесва тестото за великденските хлябове и козунаци. През празничните дни се играят хора̀, а момите и ергените връзват люлки и се люлеят, пеейки обредни песни.
Кукерските обреди се осъществяват от мъже, предрешени като зверове или типични персонажи (бабата, дядото, царят, бирникът), винаги с маски на главите, често с чанове на пояса и с кожуси с козината навън. Те танцуват по улиците, за да изплашат лошите сили и да пропъдят студа и извършват обредни действия като оран, сеитба и други за плодородие и здраве.
Коледуването e най-значимият в обредно отношение зимен празник и сред най-големите годишни празници, известни по цялата българска етническа територия. Коледарите пеят за щастие в семейството и придобив в стопанството.
Нестинарството е танц на босо в жарава, но в него има религиозен смисъл. Нестинарите са пазители на скритото знание. Обичаят днес е най-автентично запазен в село Българи, Странджа

### Национална кухня
Една от характерните особености на българската кухня е, че повечето продукти в едно ястие се обработват топлинно едновременно. Това важи особено при печивата и обяснението е просто – в миналото домакинствата почти не са имали собствени фурни, а са отнасяли подготвеното за печене ястие в обществени фурни. Дори с навлизането на модерните технологии тази традиция на приготвяне се запазва в голяма степен. Друга характерна особеност е включването на много пресни или консервирани зеленчуци, които се обработват едновременно с месото. Силна, в сравнение с други кухни, е употребата на пикантни подправки като лук, чесън, червен и чер пипер, бахар, дафинов лист. През годините България е взаимодействала с други балкански култури, в резултат от което е обогатила националната си кухня. Характерно за България (както и за страните от бивша Югославия, а също и за Турция) е алкохолното питие ракия. Съществуват научни хипотези, че ракията е „изобретена“ през 11 в. именно в България. Като национална кулинарна придобивка може да се посочи шопската салата. През 70-те години тя се налага като национална културна особеност.

### Държавни институции
- Официален сайт на българското правителство Архив на оригинала от 2011-02-10 в Wayback Machine.
- Официален сайт на българския президент
- Официален сайт на Народното събрание Архив на оригинала от 2005-06-24 в Wayback Machine.

### Още
- ((en)) Информация за България в CIA World Factbook (на английски език)
- БългарияАрхив на оригинала от 2017-03-14 в Wayback Machine. в Open Directory